# Staatsschuldenquote in Montenegro
Die Staatsschuldenquote Montenegros gibt das Verhältnis zwischen den montenegrinischen Staatsschulden einerseits und dem montenegrinischen nominalen Bruttoinlandsprodukt andererseits an.

## Entwicklung in den letzten Jahren
Die Staatsschuldenquote Montenegros stieg aufgrund der Finanzkrise zwischen 2008 und 2013 an. Entsprach die Staatsverschuldung von 0,9 Mrd. Euro Ende 2008 einer Staatsschuldenquote von 29,0 %, so erreichte die Staatsschuldenquote Ende 2013 angesichts eines Schuldenstandes von dann inzwischen 1,9 Mrd. Euro einen Wert von 58,0 %.

## Prognostizierte Entwicklung
Der Internationale Währungsfonds geht davon aus, dass die Staatsschuldenquote Montenegros bis Ende 2019 bei einem Schuldenstand von dann 3,1 Mrd. Euro auf 71,7 % ansteigt.